# De robotromans
De robotromans is een bundel met vier sciencefictionromans van de Amerikaanse schrijver Isaac Asimov, uitgegeven in 1993. 

## Werken
De bundel bevat alle vier de romans uit de robot-reeks:
1. De stalen holen (The Caves of Steel, 1954)
2. De blote zon (The Naked Sun, 1957)
3. De robots van de dageraad (The Robots of Dawn, 1983)
4. Robots en imperium (Robots and Empire, 1985)